# Studio di una ragazza egiziana
Studio di una ragazza egiziana (Life Study o Study of an Egyptian Girl) è un dipinto a olio su tela del pittore statunitense John Singer Sargent, realizzato nel 1891 e conservato all'istituto d'arte di Chicago. Si tratta dell'unico dipinto a olio dell'artista avente come soggetto un nudo femminile.

## Storia
John Singer Sargent viaggiò in Egitto nel 1891 per cercare del materiale per una commissione murale per la biblioteca pubblica di Boston. Come molti artisti dell'Europa occidentale del XIX secolo, egli era attirato dal Vicino Oriente per l'esotismo della regione e le sue storie antiche. Lo Studio di una ragazza egiziana venne esposto in varie occasioni, inclusa l'esposizione colombiana di Chicago del 1893. Dopodiché, l'opera venne esposta nel'istituto d'arte della "città del vento".

## Descrizione
L'identità della donna che posò al Cairo per questo studio a figura intera è sconosciuta. La giovane viene ritratta di schiena, completamente nuda mentre si sistema una delle trecce nere. La ragazza è raffigurata di profilo e con gli occhi chiusi. Ella mantiene una posa complicata, portando il peso del corpo sul piede sinistro mentre gira la parte superiore sul destro. Invece di adoperare delle pennellate visibili e lo stile pittorico che caratterizza i suoi ritratti di figure dell'alta società, Sargent tornò ai suoi studi accademici, modellando attentamente la figura umana e una dipingendo una gamma di tonalità della carne.